# Vier novellen
Vier novellen is een verhalenbundel van de Nederlandse schrijver Willem Frederik Hermans, verschenen in februari of maart 1993. Alle novellen waren reeds eerder verschenen. De oudste novelle verscheen in 1980 en de meest recente in 1984.

## Inhoud
- 'Filip's sonatine'
- 'Homme's hoest'
- 'Geyerstein's dynamiek'
- 'De zegelring'

## Publicatiegeschiedenis
De vier verhalen waren in de eerste helft van de jaren tachtig verschenen als vier gebonden boekjes in een uniforme vormgeving met een omslag van Leendert Stofbergen. In maart 1980 verscheen Filip's sonatine, in november 1980 Homme's hoest, in augustus 1982 Geyerstein's dynamiek en in oktober 1984 De zegelring. Elk boekje beleefde een of meer herdrukken. Het langst geleden was dit voor Geyerstein's dynamiek, dat in 1983 voor het laatst was herdrukt, terwijl De zegelring het jaar voor de bundeling nog als Bulkboek verscheen.
De oplage van Vier novellen bedroeg 5119 exemplaren. De bundel is niet herdrukt.
In 2017 werd de bundel opgenomen in deel 8 van Hermans' Volledige werken, het derde en laatste deel met zijn verhalen en novellen. Volgens de tekstbezorgers vertonen de vier novellen sterke verwantschap, niet alleen in lengte maar ook in thematiek.

## Receptie
Het Nieuwsblad van het Noorden signaleerde de uitgave op 24 maart 1993 en de prijs was ƒ30,-. Elk onderdeel van de bundel was al eerder als boek verschenen, zodat het boek niet gerecenseerd werd.